# Mosche Nissim

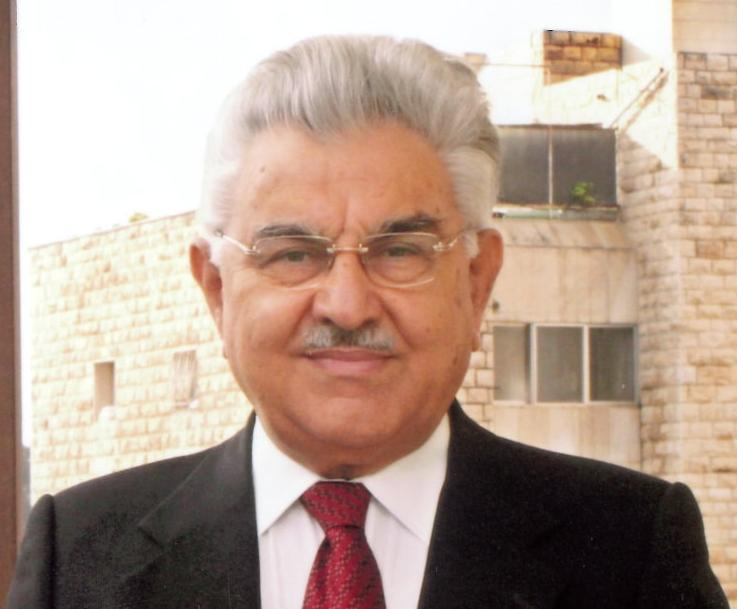
Mosche Nissim

Mosche (Moshe) Nissim (hebräisch משה נסים; * 10. April 1935 in Jerusalem) ist ein israelischer Politiker und ehemaliger Minister.

## Leben
Nach dem Schulbesuch absolvierte er ein Studium der Rechtswissenschaften an der Hebräischen Universität Jerusalem, das er mit einem Master of Law abschloss. Nach seinem Militärdienst als Militärstaatsanwalt war er als Rechtsanwalt tätig.
Seine politische Laufbahn begann er am 30. November 1959, als er erstmals zum Abgeordneten der Knesset gewählt wurde, wo er zunächst bis zum 4. September 1961 die Interessen der von Peretz Bernstein neugegründeten Liberalen Partei (Miflaga Liberalit Jisrəʾelīt) vertrat. Bei den Wahlen vom 17. November 1969 wurde er erneut zum Abgeordneten gewählt und gehörte der Knesset bis zum 17. Juni 1996 an. Zunächst war er Vertreter der Cherut und dann des Likud, dessen Fraktionsvorsitzender er auch von Januar 1974 bis Juni 1977 war.
Am 10. Januar 1978 wurde er von Ministerpräsident Menachem Begin als Minister ohne Portefeuille erstmals ins Kabinett berufen. In diesem Amt war er auch Mitglied einer Delegation zur Beratung der palästinensischen Selbstverwaltung und entsprechenden Gesprächen mit Ägypten und den USA. Anschließend wurde er am 13. August 1980 Justizminister und setzte sich dabei für eine Verfolgung von NS-Kriegsverbrechen ein. Er bekleidete dieses Amt auch in den nachfolgenden Regierungen von Jitzchak Schamir und Shimon Peres bis zum 16. April 1986 als er zum Finanzminister ernannt wurde. Als solcher legte er einen neuen Wirtschaftsplan vor, der Haushaltskürzungen, Subventionsstreichungen, Steuervergünstigungen für Unternehmen sowie eine Senkung des Spitzensteuersatzes vorsah. Dieses Amt hatte er bis zum 22. Dezember 1988 inne und war danach wieder Minister ohne Portefeuille. Am 7. März 1990 wurde er als Nachfolger von Ariel Scharon dann Minister für Industrie und Handel und bekleidete dieses Amt bis zum 13. Juli 1992. Zugleich war er vom 11. Juni 1990 bis zum 13. Juli 1992 neben David Levy auch Stellvertretender Ministerpräsident im Kabinett von Yitzchak Schamir. Nach seiner Wahlniederlage schied er auch aus dem Kabinett aus.
Neben seiner politischen Tätigkeit war er auch Delegierter beim Zionistenkongress.